# Henry Eveleigh
Henry Eveleigh (1909-1999) est un designer graphiste québécois d'origine britannique né le 26 juillet 1909 à Shanghai et décédé le 4 avril 1999 à Montréal. Il  obtient le Premier prix du premier concours d'affiches mondial des Nations unies en 1947.

## Biographie
Né le 16 juillet 1909 à Shanghai, Henry Eveleigh grandit sous le régime britannique. Il entre à la Slade School of  Arts de Londres à l'âge de 18 ans pour y étudier pendant un an. Il se plonge ensuite dans la peinture de 1930 à 1938 après quoi il s'installe à Montréal. Il devient alors graphiste apprenti où il produit des affiches de guerre dont la plus connue : « Allons-y… Canadiens ! ». Avec son expérience et son succès, il devient directeur artistique jusqu'en 1946. À partir de cette date, il fonde sa propre agence en collaboration avec plusieurs autres créateurs. De 1955 à 1962, il sera à la tête de Eveleigh Design. Il participe parallèlement à la création d'un programme de graphisme publicitaire à l'École des beaux-arts de Montréal, programme pour lequel il est directeur pendant 20 ans. Il devient ensuite directeur du programme de design graphique à l'Université du Québec à Montréal en 1969 et ce pendant deux ans. Il décède à Montréal en 1999.

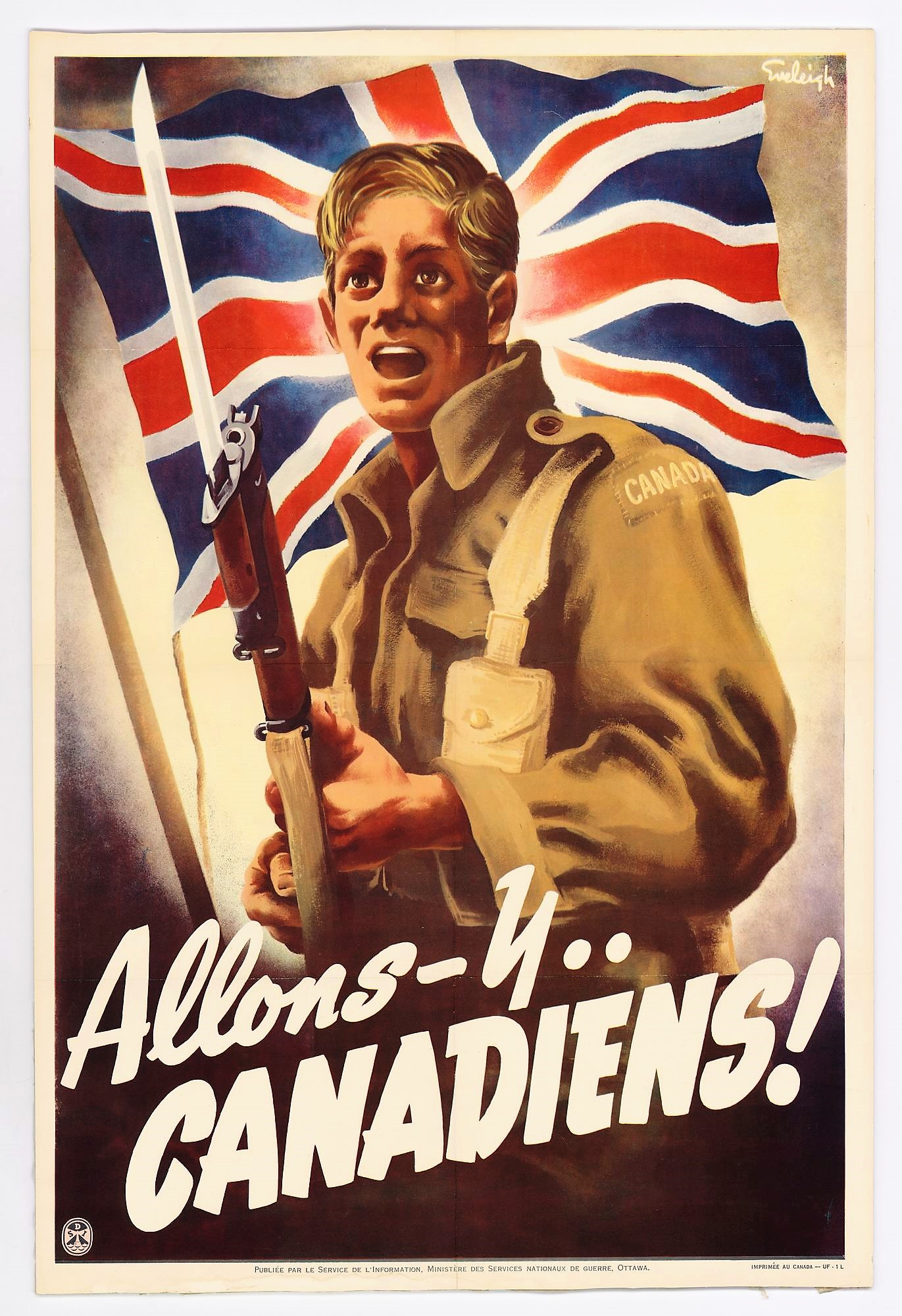
Allons-y… Canadiens !
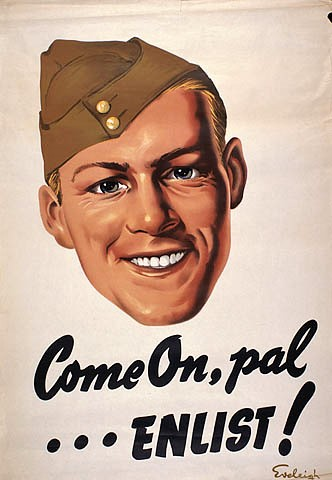
Come On, Pal...Enlist!
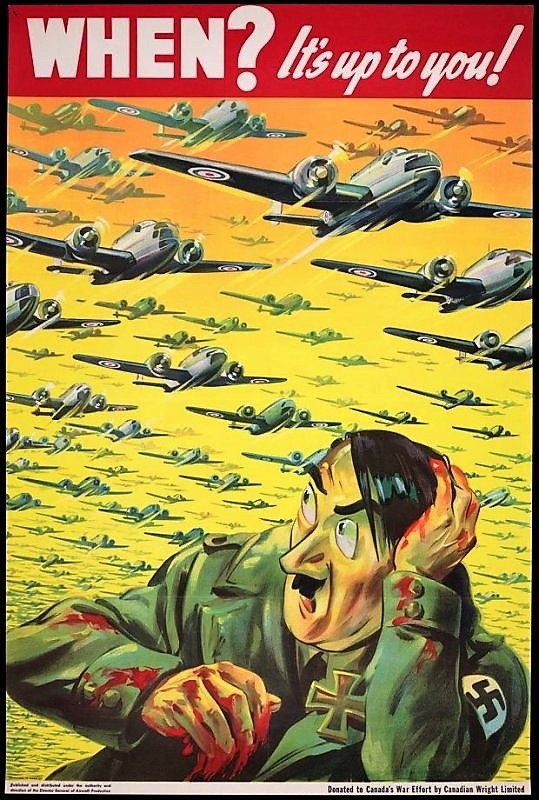
When? It's Up To You!
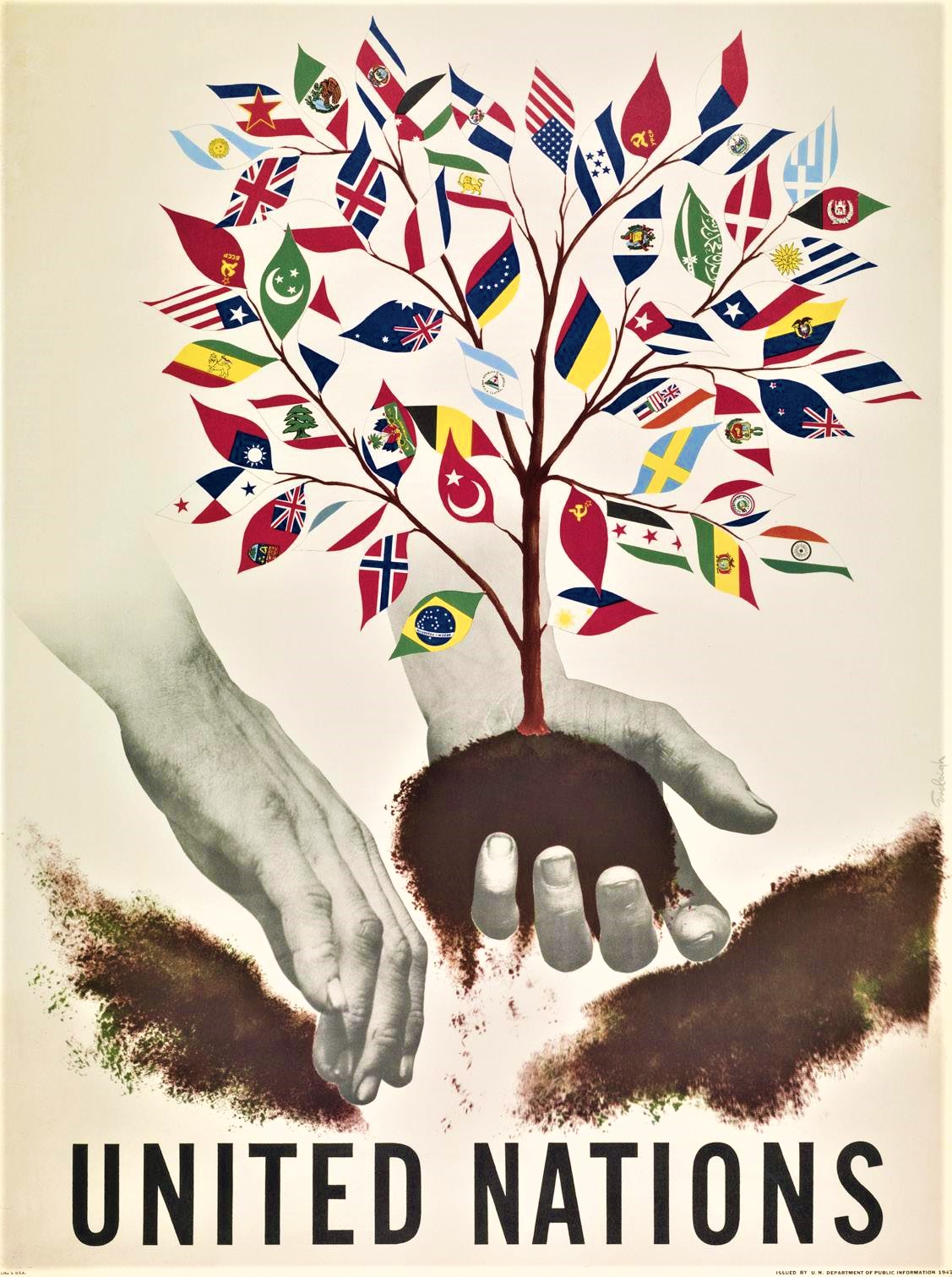
United Nations

## Ses œuvres
On peut tirer quelques similarités dans les œuvres de Henry Eveleigh. Premièrement, il joue beaucoup sur les formes géométriques, les couleurs contrastantes et la superposition des éléments. Bien qu’il soit qualifié de designer graphique, son travail peut aussi s'apparenter à un travail d'artiste. Il utilise beaucoup la toile et l'acrylique dans ses créations. « Le contexte ou l'identité de ces peintures, ce sont la forme, les textures, la couleur, la lumière et les mouvements naturels, tandis que l'illusionnisme et le sens graphique relativisent, contextualisent l'acte de peindre par une intensité kaléidoscopique de coloris qui reflète notre relation avec un ailleurs absolu. » Il utilise des formes avec des lignes très droites ou courbes. Il gagne un prix pour avoir fait une affiche pour l'ONU et cette affiche sera considérée comme une de ses œuvres majeures. Cela lui vaut un titre auprès de cette organisation. Il sera souvent connu comme peintre mais il fait aussi beaucoup d'affiches graphiques. Ses œuvres artistiques lui servent beaucoup à créer des objets graphiques, principalement des affiches où il doit en plus, travailler avec de la typographie.

## Musées et collections publiques
- Galerie d'art de l'Alberta
- Musée canadien de la guerre[3]
- Musée des beaux-arts de l'Ontario
- Musée des beaux-arts de Montréal
- Musée des beaux-arts du Canada
- Musée McCord
- Musée national des beaux-arts du Québec[4]
- University College London Art Museum (UCL Art Museum)[5]

## Contexte socio-historique
Henry Eveleigh arrive au Québec un an avant le début de la Seconde guerre mondiale. Le taux de chômage augmente et les salaires chutent. Cependant, c'est le début du nationalisme québécois. Il n'ira pas à la guerre mais cela influencera beaucoup son travail, car c'est le sujet du moment. Il produira des affiches de guerre pendant ce temps. Il vivra l'après guerre et la grande Noirceur qui sera une grande période de changements pour le Québec. L'économie du Québec est en croissance. La fin de la deuxième guerre mondiale marque la fin de la grande dépression. Le chômage quasi disparaît et les salaires augmentent, le tout causé par la hausse de la demande des consommateurs. On note que la différence entre les Canadiens et les Québécois est de plus en plus visible dans le sens où les Québécois se disent de plus en plus québécois et non canadiens. C'est aussi quelques années plus tard qu'on voit apparaître des programmes comme le régime de retraite et des programmes de conditions de travail. La société de consommation est en croissance mais les valeurs restent tout de même très conservatrices ; l’église est toujours très présente dans la société. Il vit, après la grande noirceur, la Révolution tranquille. Henry Eveleigh a vécu dans les périodes cruciales de l'avenir du Québec.